# Synagoge (Vallendar)

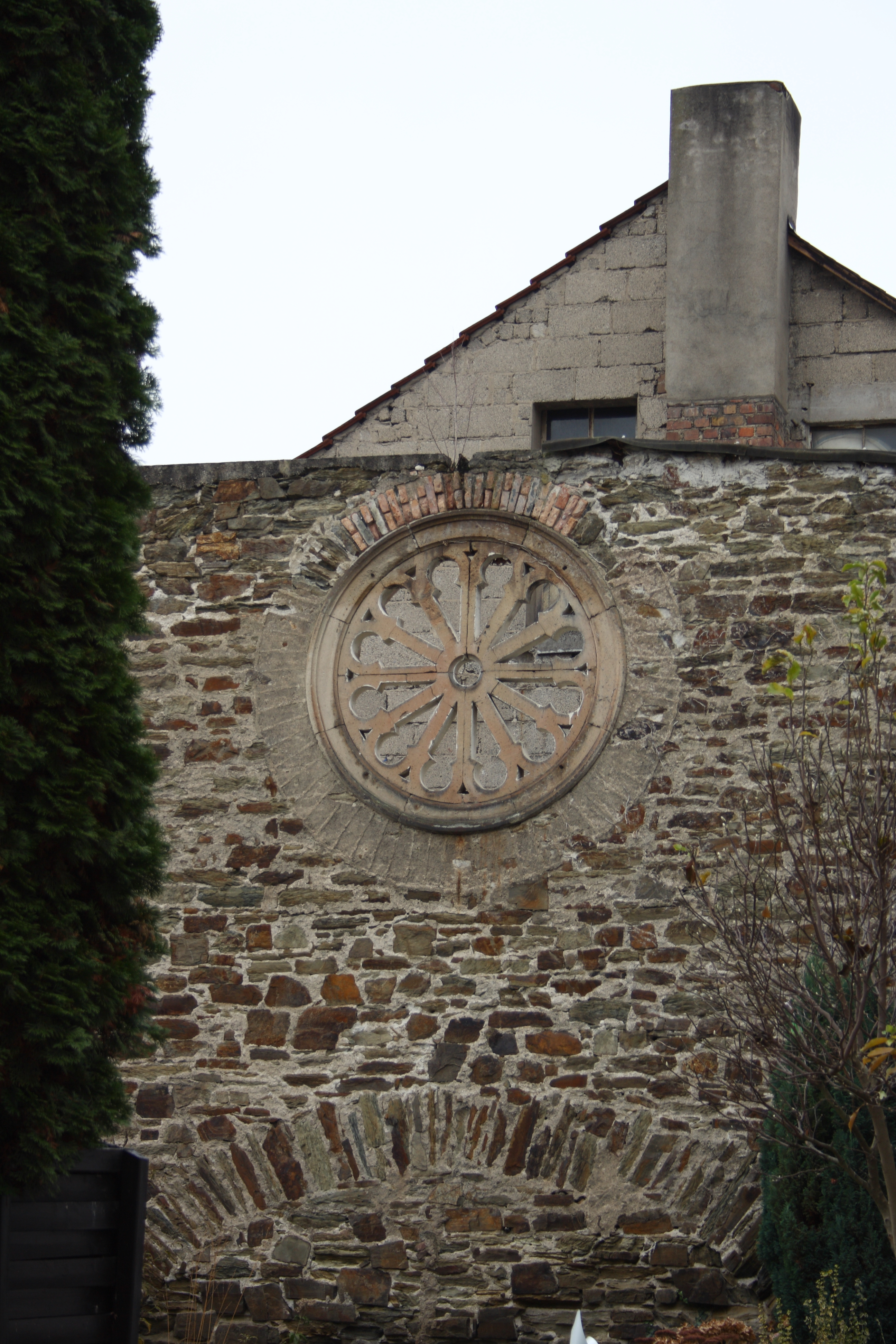
Ostfassade der Synagoge in Vallendar

Die Synagoge in Vallendar, einer Stadt im Landkreis Mayen-Koblenz in Rheinland-Pfalz, wurde 1856/57 errichtet und 1938 zerstört. Von dem Gebäude an der Eulerstraße 3 ist heute nur noch die Ostfassade erhalten.

## Geschichte
Der Ort hatte schon im 18. Jahrhundert etwa 50 jüdische Bewohner, vor allem seit 1820 war ein weiterer Zuwachs zu verzeichnen. 1932 waren der Vallendarer jüdischen Gemeinde Mallendar und Niederwerth angeschlossen. Die Gemeindegröße belief sich 1822 auf 81, 1885 auf 174 und 1932 auf 125 Mitglieder. Für 1938 sind noch 15 Familien belegt, für 1942 noch 41 Personen.
Seit 1795 war ein Betsaal in einem Haus in der Löhrgasse eingerichtet. Im Jahr 1855 erwarb die jüdische Gemeinde Vallendar ein Grundstück in der Eulsgasse (heute Eulerstraße) und errichtete dort 1856/57 eine Synagoge. Die Pläne entwarf der Stadtbaumeister Hermann Nebel aus Koblenz. Die Grundsteinlegung fand am 18. April 1856 statt. Der Text der in den Grundstein eingelegten Urkunde lautete:

„Durch Hülfe und zur Verehrung Gottes hat die aus 21 unbemittelten Familien bestehende israelitische Gemeinde zu Vallendar teils aus eigenen Mitteln, teils von einem von Herrn Alexander Bender hier aufgenommenen Passiv-Kapital und teils aus dem Ertrage einer bei den Israeliten der Rheinprovinz bewilligten Kollekte auf dem von Matthias Raffauf gekauften Bauplatz in der Eulsgasse zu Vallendar eine neue Synagoge begründet, zu deren Entstehung der zeitliche Bürgermeister Johann Friedrich Schmitz von Vallendar und der israelitische Vorstand Bermann Scheye, David Götz und Joseph Loeb durch Beistand Gottes tätig mitwirkten. Möge das Unternehmen dem Allmächtigen wohlgefällt sein und den himmlischen Segen erhalten, um welchen wir alle demütigst bitten…“

Am 7. August 1857 wurde die Synagoge durch den Oberrabbiner Dr. Israel Schwarz (1828–1875) aus Köln eingeweiht. Die Synagoge war ein dreiachsiger Saalbau mit 7,70 m Breite und 14 m Länge. Die Eingangsfassade war mit gequaderten Ecklisenen, turmartigen Bruchsteinaufsätzen und mit einem Zahnschnittfries versehen.

## Zerstörung der Synagoge
Im Rahmen der Novemberpogrome drangen SA-Männer während des Morgengebets am 10. November 1938 in die Synagoge ein, schändeten und verwüsteten sie. Die anwesenden Männer der jüdischen Gemeinde mussten in ihren Gebetsmänteln die 15 Torarollen zur Polizei tragen. Am 12. November wurde die Synagoge in Brand gesetzt und brannte bis auf die Grundmauern nieder. Die Torarollen wurden mitverbrannt und die Ritualgegenstände wurden von der Gestapo beschlagnahmt.
1957 erwarb ein Schmiedemeister das Grundstück. Er baute die Synagogenruine als Wohnhaus mit Werkstatt aus. Von der Synagoge ist nur noch die Ostwand mit der Rosette vorhanden, die als Baudenkmal geschützt ist.